# خرابه‌های نزدیک اندرکش
خرابه‌های نزدیک اندرکش مربوط به هزاره اول - دوره مادها است و در ارومیه، ۳ کیلومتری شمال غربی اندرکش واقع شده است. این اثر در تاریخ ۲۴ شهریور ۱۳۱۰ با شمارهٔ ثبت ۹ به‌عنوان یکی از آثار ملی ایران به ثبت رسیده است.